# Facundo Gambandé
Facundo Gambandé (Córdoba, 10 de janeiro de 1990) é um ator, cantor e bailarino argentino. Destacou-se por interpretar Maxi, da série Violetta, do Disney Channel América Latina.

## Carreira
Facundo Gambandé nasceu na província argentina de Córdoba em 10 de janeiro de 1990. Aos 14 anos de idade ingressou no Seminário de Teatro Jolie Libois, sediado no Teatro Real de Córdoba, tendo mais tarde se mudado para Buenos Aires. Em 2011, iniciou sua carreira atuando na série de televisão Violetta, original do Disney Channel América Latina, onde interpreta Maximiliano "Maxi" Ponte, que é um dos melhores amigos da protagonista Violetta (interpretada por Martina Stoessel).
Em 2013, a partir da telenovela, deu-se início à turnê Violetta en Vivo. Em 2014, foi confirmada a realização da segunda turnê mundial de Violetta, Violetta Live, que percorreu toda a américa latina e também alguns países da Europa. Gambandé esteve nas duas turnês e também participou dos seis discos originados da série.

## Filmografia

### Televisão
| Ano       | Título          | Personagem               |
| --------- | --------------- | ------------------------ |
| 2012-2015 | Violetta        | Maximiliano "Maxi" Ponte |
| 2016      | Educando A Nina | Leonardo "Leo"           |
| 2016-2017 | Por Amarte Así  | Santiago                 |
| 2019      | BIA             | Marcelo                  |

### Cinema
| Ano  | Título                    | Personagem               | Notas                                |
| ---- | ------------------------- | ------------------------ | ------------------------------------ |
| 2014 | Violetta - O Show         | Maximiliano "Maxi" Ponte | Concerto da turnê "Violetta En Vivo" |
| 2015 | Violetta Live Montpellier | Maximiliano "Maxi" Ponte | Concerto da turnê "Violetta Live"    |
| 2015 | Violetta: A Viagem        | Ele mesmo                | Documentário                         |
| 2018 | Bruno Motoneta            | Bruno                    | Protagonista                         |
| 2018 | Solo el amor              | Eric                     | Co-protagonista                      |

### Teatro
| Ano  | Título                | Personagem   | Teatro            |
| ---- | --------------------- | ------------ | ----------------- |
| 2016 | "El Club del Chamuyo" | O Publicista | Metropolitan Citi |

### Discografia
Trilhas sonoras